# 漳江
漳江，原名云霄溪或云霄江，是福建省南部的一条河流，发源于平和县，全长66.2公里。据《福建通志》记载，“陈政……嘗渡雲霄江，謂父老曰：「此水如上黨之清漳。」故以漳名。”漳浦县和漳州均以该河流命名。乾元二年移治漳州龙溪县，县内的九龍江也被称为漳江；漳平市由该条漳江（即九龍江）命名。